# Thurstaston
Thurstaston är en by i unparished area Wirral, i distriktet Wirral, i grevskapet Merseyside i England. Byn är belägen 12 km från Liverpool. Thurstaston var en civil parish fram till 1974. Civil parish hade 151 invånare år 1951. Byn nämndes i Domedagsboken (Domesday Book) år 1086, och kallades då Turstanetone.